# Пінакриптол жовтий
Пінакрипто́л жо́втий (метилсульфат 6-етокси-1-метил-2-(3-нітро-β-стирил)хіноліну) — органічна сполука, хіноліновий барвник із хімічною формулою C21H22N2O7S. Застосовується як десенсибілізатор у фотографії.

## Фізичні та хімічні властивості
Жовті голки з температурою плавлення 252—254 °С.

## Отримання
З метилсульфату 6-етоксихінальдину і 3-нітробензальдегіду.

## Застосування
Застосовується у фотографії як десенсибілізатор, зазвичай у вигляді окремої ванни перед проявником, де пінакриптол жовтий міститься у вигляді водного розчину. Як правило, не може бути доданий у проявник, як деякі інші сенсибілізатори (наприклад, пінакриптол зелений), оскільки реагує зі сульфітом натрію, викликаючи сильну вуаль.
Знаходить застосування в аналітичній хімії для визначення алкілсульфатів та алкілсульфонатів методом тонкошарової хроматографії. При обробці мокрої хроматограми бризками розчину, що містить пінакриптол жовтий, ці сполуки на хроматографічній пластині виділяються або інтенсивною оранжево-жовтою флуоресценцією, або темними коричневими плямами в ультрафіолетовому світлі на тлі загального блідого свічення.